# (17063) Papaloizou
(17063) Papaloizou est un astéroïde de la ceinture principale.

## Description
(17063) Papaloizou est un astéroïde de la ceinture principale. Il fut découvert le 15 avril 1999 à la station Anderson Mesa par le programme LONEOS. Il présente une orbite caractérisée par un demi-grand axe de 2,34 UA, une excentricité de 0,04 et une inclinaison de 5,2° par rapport à l'écliptique.

## Compléments